# Stanisław Karpiel (biegacz narciarski)
Stanisław Karpiel (ur. 8 maja 1909 w Kościelisku, zm. 12 listopada 1992 w Zakopanem) – polski narciarz, olimpijczyk z Garmisch-Partenkirchen 1936.
Reprezentant zakopiańskich klubów: SN PTT (1927–1931) i Strzelca Zakopane (1932–1937). Był mistrzem Polski w biegach narciarskich: na 18 km (1936, 1938), 50 km (1934) oraz w sztafecie 4 × 10 km (1937). Był również trzykrotnym wicemistrzem Polski (1932, 1935, 1938). Był uczestnikiem mistrzostw świata w narciarstwie klasycznym (1934, 1935, 1938).
Na igrzyskach olimpijskich w 1936 roku zajął 42. miejsce w biegu narciarskim na 18 km, 26 w na dystansie 50 km oraz 7 w sztafecie 4 × 10 km. W czasie II wojny światowej żołnierz Armii Krajowej (ps. „Bicz”). Czynny uczestnik walk partyzanckich AK w Tatrach. Odznaczony Krzyżem Walecznych. Po wojnie działacz sportowy.
Jego syn Józef Karpiel startował w kombinacji norweskiej na igrzyskach olimpijskich w 1960 w Squaw Valley.